# Mistrzostwa Świata w Lekkoatletyce 2003
9. Mistrzostwa Świata w Lekkoatletyce – zawody sportowe, które zostały zorganizowane przez IAAF rozgrywane były na Stade de France w Saint-Denis (Francja) między 23 a 31 sierpnia 2003. W zawodach uczestniczyło 2008 sportowców z 203 państw.

## Klasyfikacja medalowa
| Miejsce | Kraj                | Złoto | Srebro | Brąz | Razem |
| 1.      | Stany Zjednoczone   | 8     | 7      | 1    | 16    |
| 2.      | Rosja               | 7     | 7      | 5    | 19    |
| 3.      | Francja             | 3     | 3      | 2    | 8     |
| 4.      | Etiopia             | 3     | 2      | 2    | 7     |
| 5.      | Białoruś            | 3     | 1      | 3    | 7     |
| 6.      | Szwecja             | 2     | 1      | 2    | 5     |
| 7.      | Kenia               | 2     | 1      | 1    | 4     |
|         | Południowa Afryka   | 2     | 1      | 1    | 4     |
| 9.      | Maroko              | 2     | 1      | 0    | 3     |
| 10.     | Grecja              | 1     | 1      | 2    | 4     |
| 11.     | Kuba                | 1     | 1      | 0    | 2     |
| 12.     | Włochy              | 1     | 0      | 2    | 3     |
| 13.     | Kanada              | 1     | 0      | 1    | 2     |
| 14.     | Polska              | 1     | 0      | 0    | 1     |
|         | Algieria            | 1     | 0      | 0    | 1     |
|         | Australia           | 1     | 0      | 0    | 1     |
|         | Dominikana          | 1     | 0      | 0    | 1     |
|         | Ekwador             | 1     | 0      | 0    | 1     |
|         | Katar               | 1     | 0      | 0    | 1     |
|         | Litwa               | 1     | 0      | 0    | 1     |
|         | Meksyk              | 1     | 0      | 0    | 1     |
|         | Mozambik            | 1     | 0      | 0    | 1     |
|         | Saint Kitts i Nevis | 1     | 0      | 0    | 1     |
| 24.     | Jamajka             | 0     | 4      | 2    | 6     |
| 25.     | Hiszpania           | 0     | 3      | 2    | 5     |
| 26.     | Węgry               | 0     | 2      | 0    | 2     |
| 27.     | Japonia             | 0     | 1      | 3    | 4     |
|         | Niemcy              | 0     | 1      | 3    | 4     |
|         | Ukraina             | 0     | 1      | 3    | 4     |
| 30.     | Wielka Brytania     | 0     | 1      | 2    | 3     |
| 31.     | Brazylia            | 0     | 0      | 1    | 1     |
|         | Kamerun             | 0     | 1      | 0    | 1     |
|         | Czechy              | 0     | 1      | 0    | 1     |
|         | Estonia             | 0     | 1      | 0    | 1     |
|         | Irlandia            | 0     | 1      | 0    | 1     |
|         | Trynidad i Tobago   | 0     | 1      | 0    | 1     |
|         | Turcja              | 0     | 1      | 0    | 1     |
| 38.     | Bahamy              | 0     | 0      | 3    | 3     |
| 39.     | Chiny               | 0     | 0      | 2    | 2     |
| 40.     | Holandia            | 0     | 0      | 1    | 1     |
|         | Indie               | 0     | 0      | 1    | 1     |
|         | Kazachstan          | 0     | 0      | 1    | 1     |
|         | Senegal             | 0     | 0      | 1    | 1     |

## Rezultaty
| WR – rekord świata \| CR – rekord mistrzostw \| NR – rekord kraju \| AR – rekord kontynentu                    |
| SB – najlepszy wynik w sezonie \| WL – najlepszy tegoroczny wynik na listach światowych \| PB – rekord życiowy |

### mężczyźni

#### konkurencje biegowe
| Konkurencja           | Złoto                                                                                    | Srebro                                                                                       | Brąz                                                                               |
| --------------------- | ---------------------------------------------------------------------------------------- | -------------------------------------------------------------------------------------------- | ---------------------------------------------------------------------------------- |
| 100 m                 | Kim Collins 10,07 · Saint Kitts i Nevis                                                  | Darrel Brown 10,08 · Trynidad i Tobago                                                       | Darren Campbell 10,08 · Wielka Brytania                                            |
| 200 m                 | John Capel 20,30 · Stany Zjednoczone                                                     | Darvis Patton 20,31 · Stany Zjednoczone                                                      | Shingo Suetsugu 20,38 · Japonia                                                    |
| 400 m                 | Tyree Washington 44,77* · Stany Zjednoczone                                              | Marc Raquil 44,79 · Francja                                                                  | Michael Blackwood 44,80 · Jamajka                                                  |
| 800 m                 | Djabir Said-Guerni 1:44,81 · Algieria                                                    | Jurij Borzakowski 1:44,84 · Rosja                                                            | Mbulaeni Mulaudzi 1:44,90 · Południowa Afryka                                      |
| 1500 m                | Hicham El Guerrouj 3:31,77 · Maroko                                                      | Mehdi Baala 3:32,31 · Francja                                                                | Iwan Heszko 3:33,17 · Ukraina                                                      |
| 5000 m                | Eliud Kipchoge 12:52,79 · Kenia                                                          | Hicham El Guerrouj 12:52,83 · Maroko                                                         | Kenenisa Bekele 12:53,12 · Etiopia                                                 |
| 10 000 m              | Kenenisa Bekele 26:49,57 · Etiopia                                                       | Haile Gebrselassie 26:50,77 · Etiopia                                                        | Sileshi Sihine 27:01,44 · Etiopia                                                  |
| maraton               | Dżawad Gharib 2:08:31 · Maroko                                                           | Julio Rey 2:08:38 · Hiszpania                                                                | Stefano Baldini 2:09:14 · Włochy                                                   |
| 110 m ppł             | Allen Johnson 13,12 · Stany Zjednoczone                                                  | Terrence Trammell 13,20 · Stany Zjednoczone                                                  | Liu Xiang 13,23 · Chiny                                                            |
| 400 m ppł             | Félix Sánchez 47,25 · Dominikana                                                         | Joey Woody 48,18 · Stany Zjednoczone                                                         | Periklis Jakowakis 48,24 · Grecja                                                  |
| 3000 m z przeszkodami | Saif Saaeed Shaheen 8:04,39 · Katar                                                      | Ezekiel Kemboi 8:05,11 · Kenia                                                               | Eliseo Martín 8:09,09 · Hiszpania                                                  |
| chód 20 km            | Jefferson Pérez 1:17:21 · Ekwador                                                        | Francisco Javier Fernández 1:18:00 · Hiszpania                                               | Roman Rasskazow 1:18:07 · Rosja                                                    |
| chód 50 km            | Robert Korzeniowski 3:36:03 · Polska                                                     | German Skurygin 3:36:42 · Rosja                                                              | Andreas Erm 3:37:46 · Niemcy                                                       |
| sztafeta 4 × 100 m    | Stany Zjednoczone 38,06 · John Capel · Bernard Williams · Darvis Patton · Joshua Johnson | Brazylia 38,26** · Vincente de Lima · Édson Ribeiro · André da Silva · Cláudio Roberto Souza | Holandia 38,87 · Timothy Beck · Troy Douglas · Patrick van Balkom · Caimin Douglas |
| sztafeta 4 × 400 m    | Francja 2:58,96*** · Leslie Djhone · Naman Keïta · Stéphane Diagana · Marc Raquil        | Jamajka 2:59,60 · Brandon Simpson · Danny McFarlane · Davian Clarke · Michael Blackwood      | Bahamy 3:00,53 · Avard Moncur · Dennis Darling · Nathaniel McKinney · Chris Brown  |

Dyskwalifikacje z powodu dopingu:
* wyścig finałowy wygrał Jerome Young (Stany Zjednoczone), lecz został zdyskwalifikowany z powodu dopingu
** w sztafecie 4 × 100 m M drugie miejsce zajęła sztafeta brytyjska, lecz została zdyskwalifikowana z powodu dopingu Dwaina Chambersa
*** wyścig finałowy 4 × 400 m M wygrała sztafeta USA, ale została zdyskwalifikowana z powodu dopingu biegnącego na pierwszej zmianie Calvina Harrisona

#### konkurencje techniczne
| konkurencja    | złoto                                    | srebro                                | brąz                               |
| -------------- | ---------------------------------------- | ------------------------------------- | ---------------------------------- |
| skok w dal     | Dwight Phillips 8,32 · Stany Zjednoczone | James Beckford 8,28 · Jamajka         | Yago Lamela 8,22 · Hiszpania       |
| trójskok       | Christian Olsson 17,72 · Szwecja         | Yoandri Betanzos 17,28 · Kuba         | Leevan Sands 17,26 · Bahamy        |
| skok wzwyż     | Jacques Freitag 2,35 · Południowa Afryka | Stefan Holm 2,32 · Szwecja            | Mark Boswell 2,32 · Kanada         |
| skok o tyczce  | Giuseppe Gibilisco 5,90 · Włochy         | Okkert Brits 5,85 · Południowa Afryka | Patrik Kristiansson 5,85 · Szwecja |
| rzut oszczepem | Siergiej Makarow 85,44 · Rosja           | Andrus Värnik 85,17 · Estonia         | Boris Henry 84,74 · Niemcy         |
| rzut dyskiem   | Virgilijus Alekna 69,69 · Litwa          | Róbert Fazekas 69,01 · Węgry          | Wasilij Kaptiuch 66,51 · Białoruś  |
| rzut młotem    | Iwan Cichan 83,05 · Białoruś             | Adrián Annus 80,36 · Węgry            | Kōji Murofushi 80,12 · Japonia     |
| pchnięcie kulą | Andriej Michniewicz 21,69 · Białoruś     | Adam Nelson 21,26 · Stany Zjednoczone | Jurij Biłonoh 21,10 · Ukraina      |
| dziesięciobój  | Tom Pappas 8750 · Stany Zjednoczone      | Roman Šebrle 8634 · Czechy            | Dmitrij Karpow 8374 · Kazachstan   |

### kobiety

#### konkurencje biegowe
| Konkurencja        | Złoto                                                                                                 | Srebro                                                                                        | Brąz                                                                                   |
| ------------------ | --- | --------------------------------------------------------------------------------------------- | -------------------------------------------------------------------------------------- |
| 100 m              | Torri Edwards 10,93 · Stany Zjednoczone                                                               | Żanna Pintusewicz-Block 11,02 · Ukraina                                                       | Chandra Sturrup 11,03 · Bahamy                                                         |
| 200 m              | Anastasija Kapaczinska 22,38 · Rosja                                                                  | Torri Edwards 22,47 · Stany Zjednoczone                                                       | Muriel Hurtis 22,59 · Francja                                                          |
| 400 m              | Ana Guevara 48,89 · Meksyk                                                                            | Lorraine Fenton 49,43 · Jamajka                                                               | Amy Mbacké Thiam 49,95 · Senegal                                                       |
| 800 m              | Maria Mutola 1:59,89 · Mozambik                                                                       | Kelly Holmes 2:00,18 · Wielka Brytania                                                        | Natalia Chruszczelewa 2:00,29 · Rosja                                                  |
| 1500 m             | Tatjana Tomaszowa 3:58,52 · Rosja                                                                     | Süreyya Ayhan 3:59,04 · Turcja                                                                | Hayley Tullett 3:59,95 · Wielka Brytania                                               |
| 5000 m             | Tirunesh Dibaba 14:51,72 · Etiopia                                                                    | Marta Domínguez 14:52,26 · Hiszpania                                                          | Edith Masai 14:52,30 · Kenia                                                           |
| 10 000 m           | Berhane Adere 30:04,18 · Etiopia                                                                      | Werknesh Kidane 30:07,15 · Etiopia                                                            | Sun Yingjie 30:07,20 · Chiny                                                           |
| maraton            | Catherine Ndereba 2:23:55 · Kenia                                                                     | Mizuki Noguchi 2:24:14 · Japonia                                                              | Masako Chiba 2:25:09 · Japonia                                                         |
| 100 m ppł          | Perdita Felicien 12,53 · Kanada                                                                       | Brigitte Foster 12,57 · Jamajka                                                               | Miesha McKelvy-Jones 12,67 · Stany Zjednoczone                                         |
| 400 m ppł          | Jana Pittman 53,22 · Australia                                                                        | Sandra Glover 53,65 · Stany Zjednoczone                                                       | Julia Pieczonkina 53,71 · Rosja                                                        |
| chód 20 km         | Jelena Nikołajewa 1:26:52 · Rosja                                                                     | Gillian O’Sullivan 1:27:34 · Irlandia                                                         | Walentina Cybulska 1:28:10 · Białoruś                                                  |
| sztafeta 4 × 100 m | Francja 41,78 · Patricia Girard · Muriel Hurtis · Sylviane Félix · Christine Arron                    | Stany Zjednoczone 41,83 · Angela Williams · Chryste Gaines · Inger Miller · Torri Edwards     | Rosja 42,66 · Olga Fiodorowa · Julija Tabakowa · Marina Kisłowa · Łarisa Krugłowa      |
| sztafeta 4 × 400 m | Stany Zjednoczone 3:22,63 · Me’Lisa Barber · Demetria Washington · Jearl Miles-Clark · Sanya Richards | Rosja 3:22,91 · Olesia Zykina · Julia Pieczonkina · Anastasija Kapaczinska · Natalja Nazarowa | Jamajka 3:22,92 · Sandie Richards · Allison Beckford · Ronetta Smith · Lorraine Fenton |

#### konkurencje techniczne
| Konkurencja    | Złoto                                   | Srebro                                 | Brąz                               |
| -------------- | --------------------------------------- | -------------------------------------- | ---------------------------------- |
| skok w dal     | Eunice Barber 6,99 · Francja            | Tatjana Kotowa 6,74 · Rosja            | Anju Bobby George 6,70 · Indie     |
| trójskok       | Tatjana Lebiediewa 15,18 · Rosja        | Françoise Mbango Etone 15,05 · Kamerun | Magdelín Martínez 14,90 · Włochy   |
| skok wzwyż     | Hestrie Cloete 2,06 · Południowa Afryka | Marina Kupcowa 2,00 · Rosja            | Kajsa Bergqvist 2,00 · Szwecja     |
| skok o tyczce  | Swietłana Fieofanowa 4,75 · Rosja       | Annika Becker 4,70 · Niemcy            | Jelena Isinbajewa 4,65 · Rosja     |
| rzut oszczepem | Mirela Manjani 66,52 · Grecja           | Tatiana Szikolenko 63,28 · Rosja       | Steffi Nerius 62,70 · Niemcy       |
| rzut dyskiem   | Iryna Jatczanka 67,32 · Białoruś        | Anastasia Kelesidu 67,14 · Grecja      | Ekaterini Voggoli 66,73 · Grecja   |
| rzut młotem    | Yipsi Moreno 73,33 · Kuba               | Olga Kuzienkowa 71,71 · Rosja          | Manuela Montebrun 70,92 · Francja  |
| pchnięcie kulą | Swietłana Kriwieliowa 20,63 · Rosja     | Nadzieja Astapczuk 20,12 · Białoruś    | Wita Pawłysz 20,08 · Ukraina       |
| siedmiobój     | Carolina Klüft 7001* · Szwecja          | Eunice Barber 6755 · Francja           | Natalla Sazanowicz 6524 · Białoruś |

Uwaga:
* Szwedka Carolina Klüft wygrała z dużą przewagą po pobiciu swych rekordów życiowych w 6 z siedmiu konkurencji i w całym 7-boju. Była trzecią kobietą w historii lekkoatletyki, która przekroczyła 7000 punktów.